# James R. Hildreth

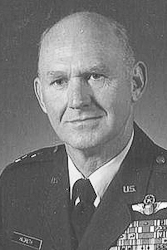
James R. Hildreth

James Robert Hildreth  (* 4. Mai 1927 in Pine Bluff, Arkansas; † 1. Februar 2022 in Spring Hope, North Carolina) war ein Generalmajor der United States Air Force. Er war unter anderem Kommandeur der 13. Luftflotte.

## Leben
James Hildreth besuchte die öffentlichen Schulen seiner Heimat und diente in den Jahren 1946 bis 1948 als einfacher Soldat in der United States Army. Anschließend studierte er bis 1952 am Louisiana Polytechnic Institute. Über das ROTC-Programm dieses Institutes gelangte er ebenfalls im Jahr 1952 in das Offizierskorps der United States Air Force. Dort durchlief er anschließend alle Offiziersränge vom Leutnant bis zum Zwei-Sterne-General.
Im Lauf seiner militärischen Karriere absolvierte er verschiedene Kurse und Schulungen. Dazu gehörten unter anderem eine Ausbildung zum Kampfpiloten und weitere Fortbildungskurse als Pilot neuer Flugzeugtypen, das Air Command and Staff College auf der Maxwell Air Force Base in Alabama und das United States Army War College in Carlisle in Pennsylvania.
Zwischen Februar und November 1954 war James Hildreth als Pilot der 310. Bomberschwadron (310th Fighter-Bomber Squadron) in Südkorea stationiert. In den folgenden Jahren war er an verschiedenen Stützpunkten in den Vereinigten Staaten eingesetzt. Dabei war er als Pilot bei unterschiedlichen Einheiten tätig. Im August 1960 wurde er nach Deutschland auf die Spangdahlem Air Base versetzt, wo er der 7. Taktischen Kampfstaffel (7th Tactical Fighter Squadron) angehörte. Im Juni 1962 wurde er nach Wiesbaden zum Hauptquartier der United States Air Forces in Europe versetzt, wo er unter anderem Ausbildungsoffizier war.
Ab September 1963 studierte er am Air Command and Staff College auf der Maxwell AFB. Nach seinem erfolgreichen Abschluss wurde er dem Stab im Hauptquartier der Air Force in Washington, D.C. zugewiesen. Dort war er drei Jahre lang in der Abteilung für taktische Waffensysteme tätig (tactical fighter weapons systems project officer). Zwischen April 1967 und März 1968 war er im Vietnamkrieg eingesetzt. Dort kommandierte er die 1st Air Commando Squadron und flog 285 Einsätze.
Nach seiner Heimkehr gehörte er zunächst erneut dem Stab im Hauptquartier der Air Force an. Dort leitete er eine Unterabteilung (Chief Tactical Support Division). Daran schloss sich im Juli 1969 sein Studium am Army War College in Pennsylvania an, das er im Juni 1970 erfolgreich abschloss. Es folgte eine Versetzung zur Seymour Johnson Air Force Base in North Carolina. Dort war er zunächst stellvertretender Kommandeur und dann regulärer Befehlshaber des 4. Taktischen Geschwaders. Im Mai 1972 übernahm James Hildreth die Leitung der Stabsabteilung für Operationen beim National Military Command Center. Diese Aufgabe erfüllte er bis zum Mai 1973.
Daran schloss sich eine Versetzung zur Udorn Royal Thai Air Base in Thailand an. Dort kommandierte er zwischen Mai 1973 und Januar 1975 die dortigen amerikanischen Luftstreitkräfte, die der 13. Luftflotte unterstanden. Im Januar 1975 kehrte er in die Vereinigten Staaten zurück. Dort gehörte er für einige Monate als Vertreter der Luftwaffe der Waffenkommission (Weapons Systems Evaluation Group) des Verteidigungsministeriums an. Im Mai 1976 wurde er auf die Nellis Air Force Base in Nevada versetzt, wo er zunächst dem Stab des U.S. Air Force Tactical Fighter Weapons Center angehörte. Im Juni 1977 übernahm er die Leitung dieser Einrichtung. Dieses Kommando bekleidete er bis zum April 1979.
Am 9. April 1979 übernahm James Hildreth auf der Clark Air Base auf den Philippinen als Nachfolger von Freddie L. Poston das Kommando über die 13. Luftflotte (Thirteenth Air Force). Dieses Amt bekleidete er bis zum 22. Juni 1981, als Kenneth D. Burns seine Nachfolge antrat. Seiner Luftflotte unterstanden die amerikanischen Luftstreitkräfte auf den Philippinen, in Thailand und Taiwan. Anschließend schied er aus dem aktiven Militärdienst aus.
James Hildreth verbrachte seinen Lebensabend in Spring Hope in North Carolina, dem Heimatort seiner Frau Beth Baker. Dort betrieb er einen Handel mit Saatgut. Er starb am 1. Februar 2022.

## Orden und Auszeichnungen
James Hildreth erhielt im Lauf seiner militärischen Laufbahn unter anderem folgende Auszeichnungen:
- Air Force Distinguished Service Medal
- Defense Superior Service Medal
- Silver Star
- Legion of Merit
- Distinguished Flying Cross
- Bronze Star Medal
- Meritorious Service Medal
- Air Medal
- Air Force Commendation Medal
- Purple Heart